# Edifici d'habitatges al carrer Rosselló, 36 (Barcelona)
L'Edifici d'habitatges al carrer Rosselló, 36 és una obra racionalista de Barcelona declarada bé cultural d'interès nacional.

## Història
Primera obra de Josep Lluís Sert, fou projectat el 1929, just acabada la carrera, en uns terrenys propietat de la seva mare Genara López Díaz de Quijano. L'obra recull part dels ideals arquitectònics que en aquells moments s'estaven debatent a Europa amb els que Sert ja havia tingut contacte durant la seva estança a París, on havia treballat al despatx de Le Corbusier, i que ara es debatien als primers CIAM de La Sarraz (1928) i Frankfurt (1929).
Sert plantejà un edifici d'habitatges de dimensions reduïdes a un preu de lloguer assequible, en el que posa atenció en alguns dels conceptes més innovadors de l'arquitectura racionalista, com els relacionats amb el tractament de l'espai, la llum i la ventilació. El 1931, aparegué publicat al número 2 de la revista AC. Documentos de Actividad Contemporánea.

## Descripció
Consta de planta baixa i sis plantes amb quatre habitatges simètrics per replà, sense distincions entre ells, trencant així amb el concepte clàssic d'edifici de l'Eixample. Com a conseqüència d'aquesta distribució, les façanes del carrer deRosselló i del pati interior projecten un mateix disseny i composició de línies pures sense ornamentacions.
Les finestres i balcons es presenten com a cavitats que proporcionen horitzontalitat a la façana i contrasten amb la tonalitat clara d'aquesta. Els habitatges són de 62 metres quadrats i es distribueixen en tres dormitoris, vestíbul, cuina, bany i una sala que dona a un petita terrassa coberta.